# 시나말레교

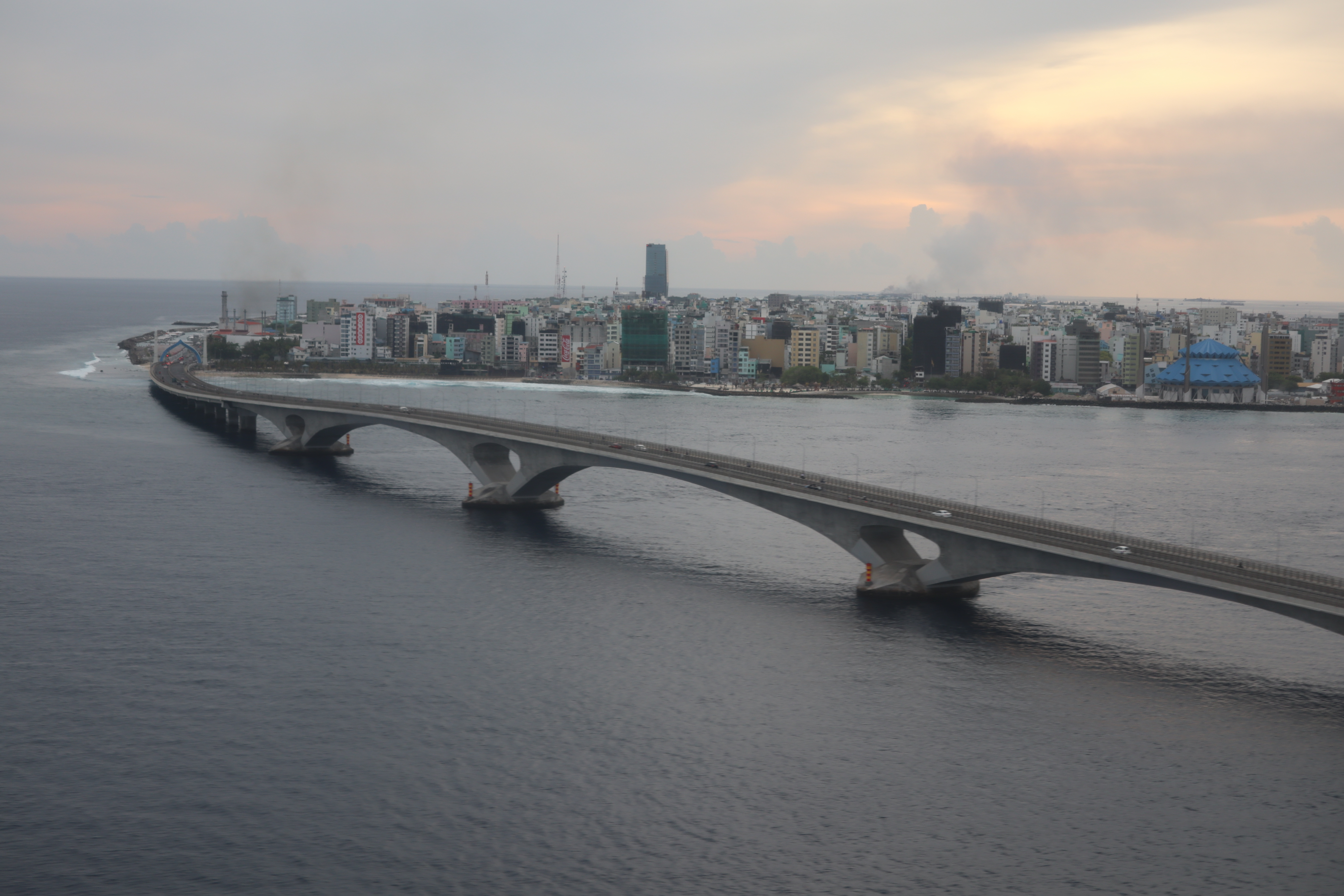
시나말레 다리

시나말레 다리(디베히어: ސިނަމާލެ ފާލަން)는 몰디브 수도 말레와 말레 국제공항이 있는 훌후레섬을 잇는 다리다. 길이는 1.39km로 2018년 8월 30일 개통했다. 중화인민공화국의 자금으로 세워졌기 때문에 원래 이름은 중국-몰디브 우의대교였다.

## 역사
말레와 훌후레섬을 잇는 다리를 세우는 아이디어는 2007년 처음 고안됐고 2008년에 대통령 선거 후보이자 당시 대통령이었던 마우문 압둘 가윰에 의해 광범위하게 논의됐다. 또다른 대통령 후보 모하메드 나시드는 당시에 이를 비판했다.
해당 계획은 2014년 대통령 압둘라 야민에 의해 공식적으로 시작하여 2018년 개통했다.
공사비용 미화 2억 1천만 불 중 1억 2600만 불은 중화인민공화국 정부의 보조금으로, 6800만 불은 중국은행 대출로 이뤄져 있다.

## 논란
시나말레 다리를 공사하는 과정에서 중화인민공화국 측에 거액의 부채를 지게 된 것이 비판을 받고 있다.